# Лунен кораб
Лунен кораб (на руски: Лунный корабль или съкр. ЛК), производствен индекс 11Ф94 – спускаем апарат на пилотирания експедиционен комплекс Н-1 - Л3, разработен от ОКБ - 1 (Опитно Конструкторско Бюро - 1) с ръководител Сергей Корольов в рамките на съветската лунна програма.

## История
Разработването на лунен десантен модул в СССР стартира през 1964 г. (повече от две години забавяне в сравнение със САЩ) в конструкторското бюро на Сергей Корольов. Дискутират се няколко проекта. Конструкторите избират схема еднаква с тази на лунния модул (ЛМ) на космическия кораб Аполо. Съществуват и някои конструктивни различия между двата спускаеми апарата.

## Конструкция
Лунния кораб (ЛК) се състои от херметическа кабина за космонавта, отсек с двигателите за ориентация и пасивен агрегат за скачване, приборен отсек и ракетен блок Е. Електроснабдяването на ЛК се осъществява от химически акумулатори монтирани в приборния отсек. Системата за управление е дублирана: автоматична с бордова ЕИМ и ръчна, позволяваща на космонавта да избира самостоятелно мястото си на кацане, наблюдавайки лунната повърхност през специален илюминатор. ЛК има четири опори с амортисьори, които погасяват излишната вертикална скорост при прилуняване. Разликата с американския ЛМ е в размерите (ракетата - носител Н-1 е с по-малка товароподемност от Сатурн V), поради което кацащия космонавт е сам, за разлика от американските му колеги, които са двама. Пак по същата причина ЛК е лишен от трансферен тунел и преминаването на космонавта в орбиталния кораб Л3 става през открития космос. За допълнителна сигурност се предвижда изстрелване на резервен лунен кораб ЛК – Р един месец преди пилотирания полет. Този резервен кораб ще служи едновременно и като радиомаяк за улесняване на навигацията на пилотирания кораб.

## Изпитателни полети
ЛК лети три пъти в безпилотен вариант Т2К на ниска околоземна орбита. Извеждан е с помощта на ракета-носител Союз:
- Космос 379 – 24 ноември 1970 г.;
- Космос 398 — 21 февруари 1971 г.;
- Космос 434 – 12 август 1971 г.

Всичките три полета преминават успешно и е взето решение за готовността на лунния кораб за пилотирани полети.
Осъществен е още един полет (Космос 382) с помощта на ракета-носител Протон като лунният кораб е заменен с негов макет – на 2 февруари 1971 г.

## Отмяна на проекта
След като САЩ достигат повърхността на Луната още през 1969 г., съветските ръководители се отказват от лунната надпревара. Това решение е продиктувано и от невъзможността за производство на надежден свръхтежък носител и провала на лунната ракета Н-1. Произведени са пет ЛК, които днес се съхраняват в различни авиационни музеи в Русия.

## Галерия
- Сравнение на носителите Сатурн V (ляво) и Н-1 (дясно) в мащаб
- Сравнение на космическите кораби Аполо (горе) и Л3 в мащаб
- Сравнение на ЛК (ляво) и ЛМ Аполо (дясно) в мащаб